# Здание Царскосельского лицея
Здание Царскосельского лицея — памятник архитектуры. Расположен в Пушкине, современный адрес дома — Садовая улица, 1, 2, Лицейский переулок.

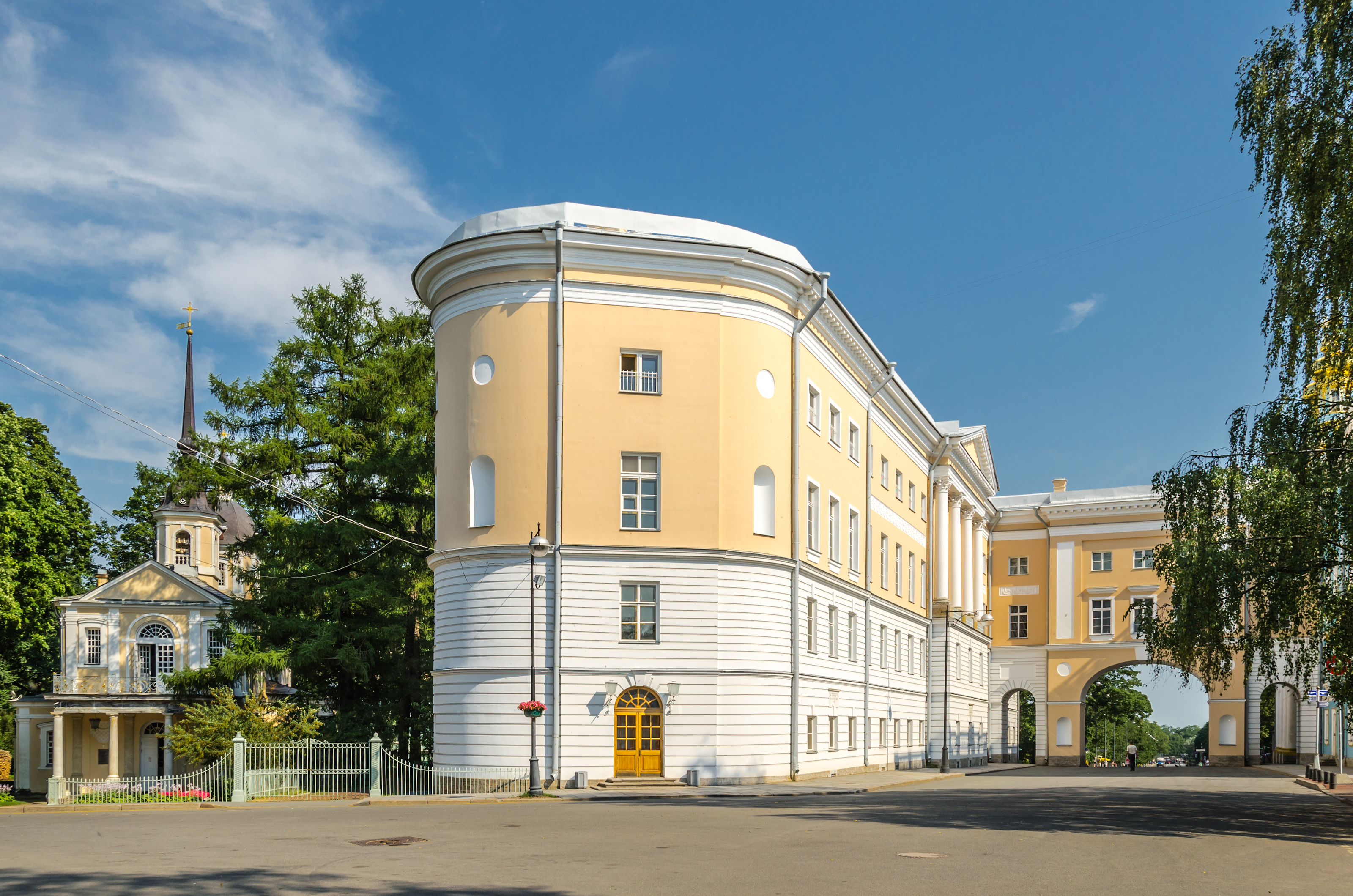
Здание лицея и Знаменская церковь (слева)

Здание было построено в 1789—1792 годах, проект И. В. Неелова был согласован в ноябре 1788 года как каменный флигель, «в коем соизволят обитать великие княжны». Внучки Екатерины II так и не стали жить в построенном здании, поэтому в 1810 году его передали Министерству народного просвещения под вновь созданный лицей.

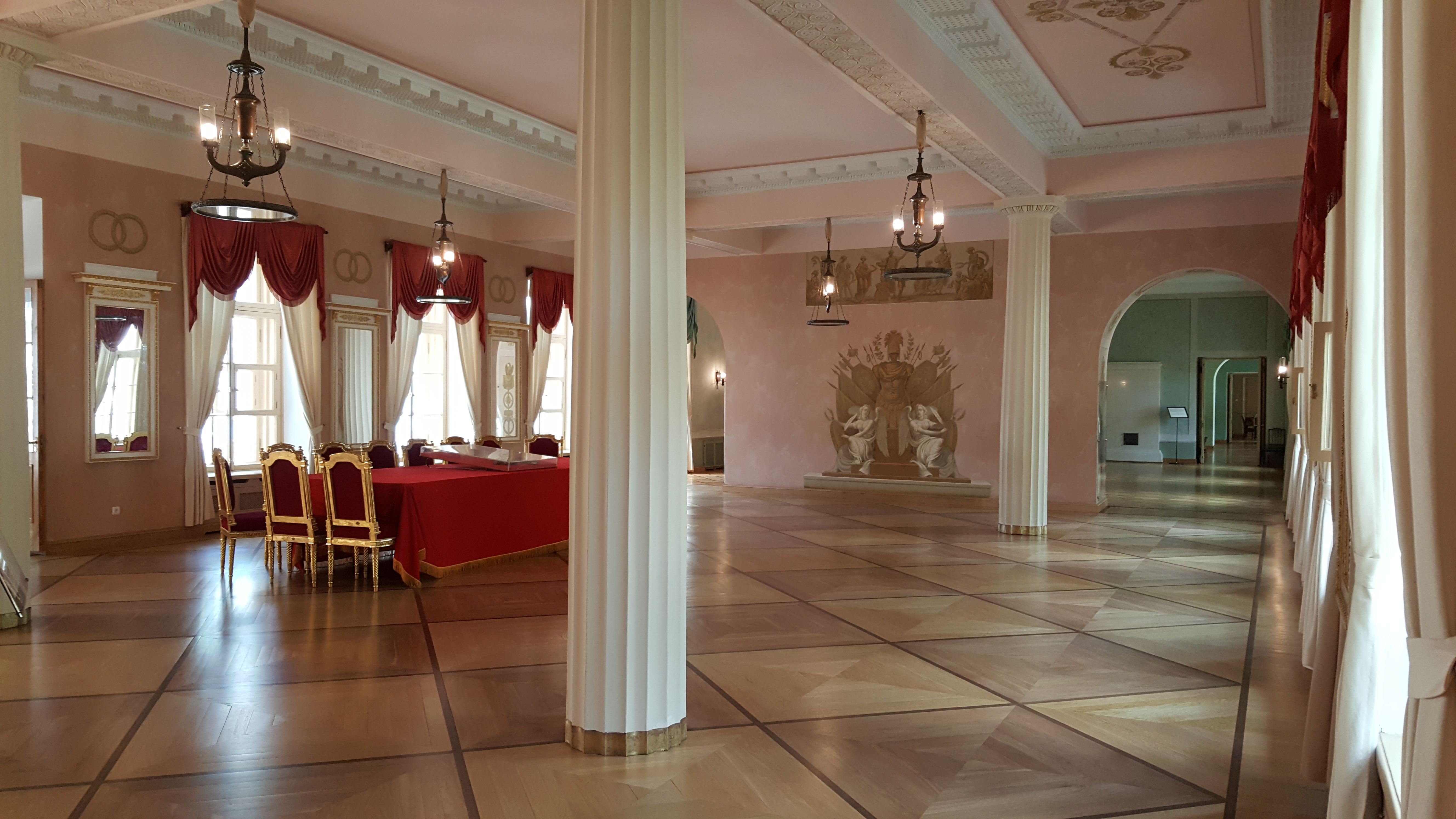
Актовый зал

Сложность при проектировании составила близость к Знаменской церкви, построенной в стиле барокко; композиции старого и нового зданий были согласованы разной высотой и членением четырёхэтажного флигеля горизонтальной тягой над вторым этажом. Это членение дополнительно подчёркнуто расположенным в центре фасада портиком, в котором четыре колонны коринфского ордера расположены по высоте двух верхних этажей, а два нижних этажа как бы служат для них цоколем. Над портиком размещён треугольный фронтон, первые два этажа рустованы, у здания декоративный фриз, мягко скругленные углы и профилированные наличники.
Здания лицея и Екатерининского дворца соединены переходом с тремя арками, средняя из которых широкая трёхцентровая, а боковые узкие полуциркульные. Широкая арка была перекинута через улицу.

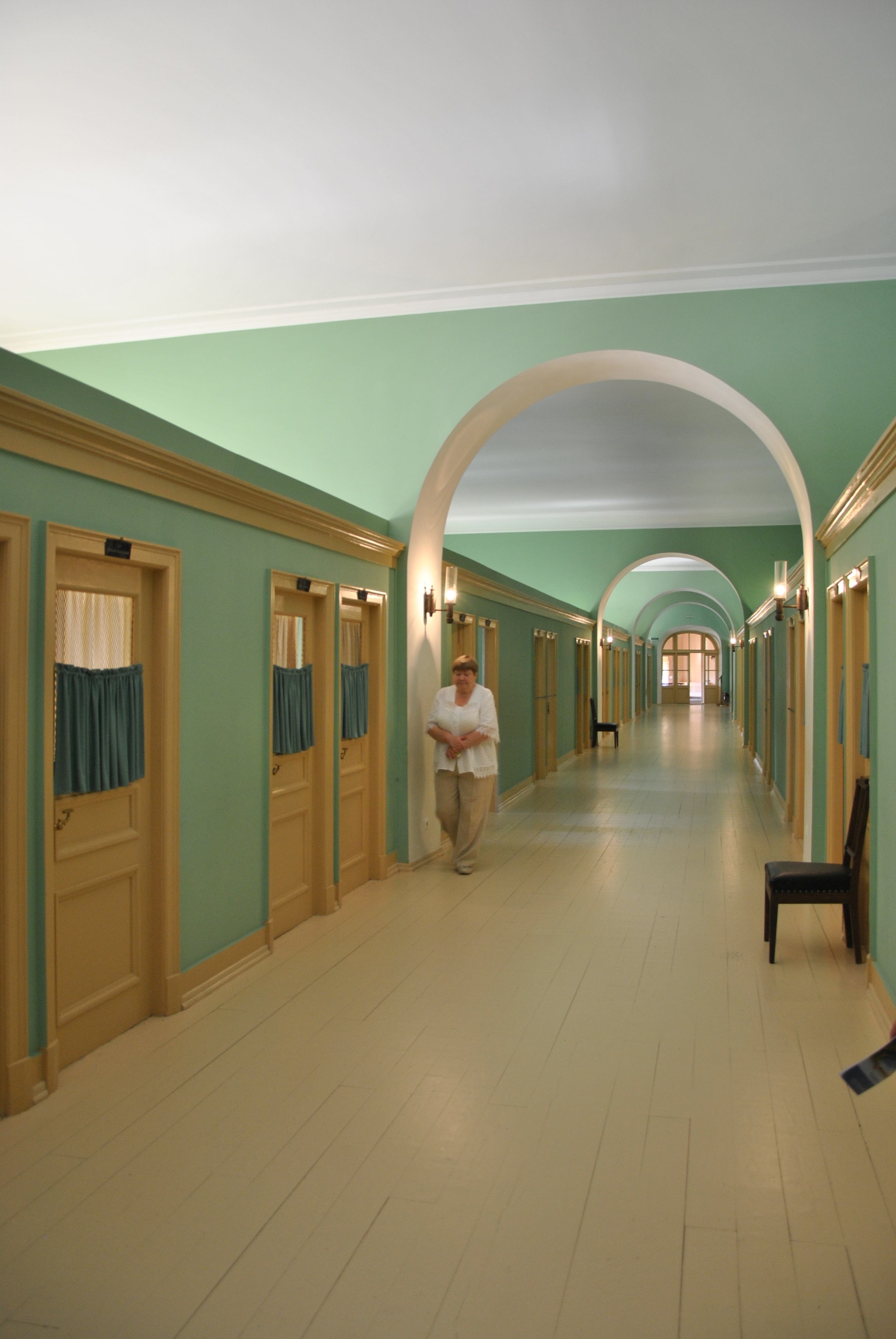
Шестиарочный коридор на четвёртом этаже

Когда здание было передано лицею, его переделывал В. П. Стасов. Работы были закончены к сентябрю 1811 года. Вместо дубовых лестниц были построены каменные, две комнаты на третьем этаже были объединены и стали физическим кабинетом, в Актовом зале (Рекреационном, Гимнастическом; 15х10,6 м), расписанном под розовый мрамор, были поставлены четыре держащие перекрытие дорические колонны. Также был сделан дополнительный вход со стороны сада («запасной вход») и организовано воздушное отопление вместо печного. На каждом этаже были сделаны новые окна и двери.
На втором этаже располагались конференц-зал, столовая и больница (по другим планам, лазарет был на первом этаже, а на втором — канцелярия), на четвёртом были сделаны комнаты учащихся, причём потолки «для чистоты комнатного воздуха» были сделаны выше на 70 сантиметров. На первом этаже жили инспектора, гувернёры, находились хозяйственные помещения. Комнаты воспитанников были расположены по сторонам шестиарочного коридора, подобные отдельные комнаты не предоставляло никакое другое российское закрытое учебное заведение. С парадной лестницы был вход на любой этаж, стены главного входа также были раскрашены под розовый мрамор.
За устройство Царскосельского лицея Стасов был награждён 6 ноября 1811 года суммой в 3000 рублей.
12 мая 1820 года лицей пострадал при пожаре, не сгорели только стены. Восстановлением до 1822 года вновь занимался В. П. Стасов. В восстановлении участвовал художник Ф. Брандуков, расписавший потолок и проёмы арок Актового зала с использованием техники гризайль и мотива военной арматуры. При ремонте, кроме восстановления несущих конструкций и отделки, были сделаны две новые каменные лестницы, причём восстановление шло легче благодаря Е. А. Энгельгардту, сумевшему при пожаре организовать эвакуацию не только людей, но и вещей, мебели, дверей, оконных рам и части полов. Не были восстановлены четыре круглых барельефа на арке и лепные «фестоны» над окнами четвёртого этажа.
Вскоре после реставрации вновь произошла перестройка, при которой отдельные комнаты лицеистов заменили на общую спальню на сто человек (по казарменному типу: изменения произошли после передачи лицея из Министерства народного просвещения в Военное ведомство). После перевода лицея в Санкт-Петербург здание было отдано под квартиры дворцовых служащих, Актовый зал был уничтожен, парадное крыльцо со стеклянной двустворной дверью с фонарями по сторонам перестроено.
После революции началось обсуждение идеи открытия в здании мемориального музея; идею реализовали только в восстановленном после Великой Отечественной войны здании. Во время войны у здания была пробита крыша, двери и оконные рамы выломаны. Проект полного восстановления внутренней планировки был разработан и утверждён в 1957 году; позднее были выявлены некоторые неточности реставрации (был установлен камин более позднего времени, сделаны лепные украшения вместо росписи, стены окрашены в зелёный цвет вместо имитации розового мрамора, перегородки между спальнями не доходили до окон, переплёты окон фасада не совпадали с внутренними).
Материалы по истории здания хранятся в музее в комнате, примыкающей к Актовому залу. В 1960-е годы использовалась лестница, при Пушкине бывшая служебной и доходившая до второго этажа, продлённая на все этажи в 1832 году; после новой реконструкции 1966—1974 годов была восстановлена парадная лестница.